# نوع داده بولی

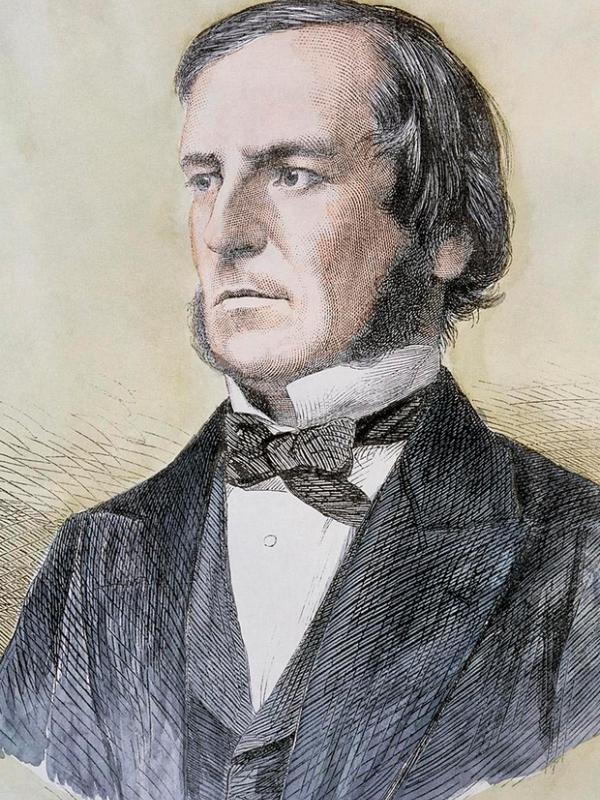
جورج بول

بولی (Boolean، بعضاً کوتاه‌شده به Bool)، در علوم رایانه نوعی داده‌ در زبان‌های برنامه‌نویسی است که برای نمایش شرایط منطقی به‌کار می‌رود.
این نوع داده تنها دو مقدار ممکن دارد: True (درست) و False (نادرست). نوع داده بولی به‌ویژه برای انجام عملیات منطقی و مقایسه‌ها در برنامه‌نویسی استفاده می‌شود و اساس بسیاری از تصمیم‌گیری‌ها در الگوریتم‌ها و برنامه‌ها را تشکیل می‌دهد.

## تاریخچه
نام "بولی" از جورج بول (1815–1864) گرفته شده است. بول با ابداع جبر بولی، پایه‌گذار عملیات منطقی در دنیای رایانه و الکترونیک شد. جبر بولی از مفاهیم اساسی در پردازش‌های منطقی و محاسبات است که بیشتر در طراحی مدارهای دیجیتال، سیستم‌های کامپیوتری و برنامه‌نویسی مورد استفاده قرار می‌گیرد. جبر بولی به‌ویژه در طراحی کامپیوترهای دیجیتال و الگوریتم‌های رایانه‌ای نقش کلیدی دارد، جایی که تصمیمات منطقی مبتنی بر دو وضعیت ممکن (درست یا نادرست) گرفته می‌شود.

### ویژگی‌های نوع داده بولی
نوع داده بولی یک نوع داده منطقی است که تنها دو مقدار ممکن دارد: True و False. این مقادیر به‌طور گسترده در برنامه‌نویسی برای مقایسه‌ها، ارزیابی شرایط و انجام عملیات منطقی استفاده می‌شوند. ویژگی‌های اصلی این نوع داده عبارتند از:
- دو مقدار ممکن: مقادیر بولی می‌توانند فقط یکی از دو مقدار True (درست) یا False (نادرست) را به خود بگیرند.
- عملیات منطقی: این نوع داده برای انجام عملیات منطقی مانند AND (و منطقی)، OR (یا منطقی)، NOT (نقیض) و غیره به‌کار می‌رود.
- مقایسه‌های منطقی: مقادیر بولی به‌طور معمول به‌عنوان نتیجه مقایسه‌های منطقی یا مقایسه‌ای در زبان‌های برنامه‌نویسی مورد استفاده قرار می‌گیرند.

### استفاده از نوع داده بولی در زبان‌های مختلف برنامه‌نویسی
در بسیاری از زبان‌های برنامه‌نویسی، مقادیر بولی به‌طور گسترده در ساختارهای شرطی و مقایسه‌ها به‌کار می‌روند. در اینجا برخی از زبان‌های برنامه‌نویسی و نحوه استفاده از نوع داده بولی در آن‌ها آورده شده است:

#### 1. Python
در زبان Python، مقادیر بولی به‌صورت True و False تعریف می‌شوند و از نوع داده bool برخوردار هستند. این زبان از مقادیر بولی برای مقایسه‌ها و عملیات منطقی استفاده می‌کند.

مثال:
```
x
 
=
 
5

y
 
=
 
10

# استفاده از مقایسه

if
 
x
 
<
 
y
:

    
print
(
"x is less than y"
)

# استفاده از عملیات منطقی

if
 
x
 
<
 
y
 
and
 
y
 
>
 
5
:

    
print
(
"Both conditions are true"
)

```

در این مثال، مقایسه x < y نتیجه‌ای برابر با True دارد و از عملگر منطقی and برای بررسی هر دو شرط استفاده شده است.

#### 2. JavaScript
در زبان JavaScript، مقادیر بولی به‌صورت true و false تعریف می‌شوند و از آن‌ها برای ساختارهای شرطی و انجام عملیات منطقی استفاده می‌شود.

مثال:
```
let
 
a
 
=
 
true
;

let
 
b
 
=
 
false
;

if
 
(
a
 
&&
 
!
b
)
 
{

    
console
.
log
(
"a is true and b is false"
);

}

```

در این مثال، از عملگر منطقی && (AND) و ! (NOT) استفاده شده است تا بررسی شود که آیا هر دو شرط درست هستند.

#### 3. C++
در زبان C++، مقادیر بولی با استفاده از کلمه‌کلیدی bool تعریف می‌شوند. مقادیر این نوع داده می‌توانند فقط true یا false باشند.

مثال:
```
#include
 
<iostream>

using
 
namespace
 
std
;

int
 
main
()
 
{

    
bool
 
isAdult
 
=
 
true
;

    
bool
 
isStudent
 
=
 
false
;

    
if
 
(
isAdult
 
&&
 
!
isStudent
)
 
{

        
cout
 
<<
 
"Adult but not a student"
 
<<
 
endl
;

    
}

    
return
 
0
;

}

```

در این کد، از نوع داده bool برای نگهداری مقادیر بولی استفاده شده و در ساختار شرطی از عملگرهای منطقی && و ! برای بررسی شرایط مختلف استفاده شده است.

#### 4. Java
در زبان Java، مقادیر بولی با استفاده از کلمه‌کلیدی boolean تعریف می‌شوند و تنها می‌توانند true یا false باشند.

مثال:
```
public
 
class
 
Main
 
{

    
public
 
static
 
void
 
main
(
String
[]
 
args
)
 
{

        
boolean
 
isRainy
 
=
 
false
;

        
if
 
(
!
isRainy
)
 
{

            
System
.
out
.
println
(
"It is not rainy today."
);

        
}

    
}

}

```

در این کد، از عملگر ! برای معکوس کردن مقدار isRainy استفاده شده است که به‌عنوان یک شرط در دستور شرطی if بررسی می‌شود.

### کاربردهای نوع داده بولی
نوع داده بولی در برنامه‌نویسی کاربردهای متعددی دارد که در بسیاری از فرآیندهای منطقی، مقایسه‌ای و تصمیم‌گیری‌ها به‌کار می‌رود. برخی از این کاربردها عبارتند از:
ساختارهای شرطی: از مقادیر بولی برای کنترل جریان اجرای برنامه استفاده می‌شود. مقادیر True یا False معمولاً در دستورات شرطی مانند if, else, else if برای تصمیم‌گیری در مورد اجرای بخش‌های مختلف کد به‌کار می‌روند.  مثال:
1. if temperature > 30:
    print("It's hot!")
else:
    print("It's not hot.")
2. حلقه‌ها: مقادیر بولی در حلقه‌ها به‌ویژه در حلقه‌های while برای تکرار یک بخش از کد تا زمانی که شرطی برقرار باشد، به‌کار می‌روند.  مثال:count = 0
while count < 5:
    print(count)
    count += 1
3. عملیات منطقی: مقادیر بولی برای انجام عملیات منطقی مانند AND، OR، و NOT استفاده می‌شوند. این عملیات معمولاً برای بررسی شرایط مختلف به‌صورت ترکیبی به‌کار می‌روند.  مثال:a = True
b = False
result = a or b  # نتیجه True خواهد بود
4. مقایسه‌ها: بسیاری از مقایسه‌ها در زبان‌های برنامه‌نویسی مانند ==, !=, >, < و دیگر عملگرهای مقایسه‌ای، مقادیر بولی را به‌عنوان نتیجه باز می‌گردانند.  مثال:if x == y:
    print("x is equal to y")
| - ن - ب - و انواع داده       | - ن - ب - و انواع داده |
| ---------------------------- | --- |
| یکاهای اطلاعات               | - بیت (رایانه) - بایت - Trit - Tryte - Word - آرایه بیتی |
| عددی                         | - Arbitrary-precision or bignum - Complex - Decimal - Fixed point - ممیز شناور - Double-precision floating-point format - Extended precision - Long double - Octuple precision - Quadruple precision - فرمت ممیز شناور با دقت یگانه - Reduced precision - Minifloat - Half precision - bfloat16 - متغیرهای رشته‌ای کوتاه - signedness - Interval - Rational |
| اشاره‌گر                      | - آدرس حافظه - آدرس فیزیکی - virtual - مرجع (علوم رایانه) |
| نوشته ساده                   | - نویسه (رایانه) - رشته (علوم رایانه) - null-terminated |
| Composite                    | - Algebraic data type - generalized - نوع داده آرایه - آرایه انجمنی - کلاس (برنامه‌نویسی) - Dependent - Equality - Inductive - لیست (نوع داده انتزاعی) - شیء (علوم رایانه) - metaobject - Option type - Product - رکورد یا ساختار (علم کامپیوتر) - Refinement - Set - Union - tagged                                                                        |
| دیگر                         | - نوع داده بولی - Bottom type - ظرف (نوع داده انتزاعی) - Enumerated type - مدیریت استثناء - Function type - Opaque data type - Recursive data type - سمافور - جریان (رایانش) - Top type - Type class - Unit type - نوع void |
| موضوعات مرتبط                | - نوع داده انتزاعی - ساختمان داده‌ها - برنامه‌نویسی جنریک - Kind - metaclass - چندریختی پارامتری - Primitive data type - Protocol - رابط (رایانش) - چند ریختی زیرنوعی (برنامه نویسی کامپیوتر) - Type constructor - Type conversion - سیستم انواع - نظریه نوع‌ها                                                                                               |
| See also الگو:یکاهای اطلاعات | |

### نتیجه‌گیری
نوع داده بولی نقش بسیار مهمی در برنامه‌نویسی دارد و به‌طور وسیعی در عملیات منطقی و مقایسه‌ای به‌کار می‌رود. این نوع داده با دو مقدار اصلی True و False، زمینه‌ساز تصمیم‌گیری‌های منطقی در الگوریتم‌ها و برنامه‌ها است. به‌کارگیری صحیح و مؤثر نوع داده بولی در زبان‌های مختلف برنامه‌نویسی از اهمیت ویژه‌ای برخوردار است و برای هر برنامه‌نویس ضروری است که با آن آشنایی کامل داشته باشد.